# Bossonnens Challenger 1987
Il Bossonnens Challenger 1987 è stato un torneo di tennis facente parte della categoria ATP Challenger Series nell'ambito dell'ATP Challenger Series 1987. Il torneo si è giocato a Bossonnens in Svizzera dal 2 all'8 novembre 1987 su campi in cemento.

## Vincitori

### Singolare
Roger Smith ha battuto in finale  Alexander Mronz con il punteggio di 7–6, 4–6, 6–3

### Doppio
Peter Palandjian /  Bud Schultz hanno battuto in finale  Heiner Moraing /  Alexander Mronz con il punteggio di 6–4, 6–3